# Аљона Бондаренко
Аљона Владимировна Бондаренко (укр. Альона Бондаренко) је украјинска тенисерка, рођена 13. августа 1984. у Кривом Рогу у Украјини.
Рођена је у тениској породици. Отац Владимир и мајка Наталија су активно играли тенис и били су први тренери. Аљона је почела да игра тенис у петој години. Има две сестре, старију Валерију и млађу Катерину које такође професионално играју тенис.
Професионално се бави тенисом од 1999, али је тек у 2003. дошла до главног жреба на једном ВТА турниру.
У 2004. години је први пут победила у професионалном сусрету у Боготи победила је Нурију Љагостру Вивес из Шпаније. На ИТФ турниру у Барију Италија у финалу је победила своју сестру Катерину са 2:1. На 12 ВТА турнира у тој години и 4 гренд слем није прошла квалификације.
До сада је освојила један ВТА турнир у појединачној конкуренцији и три у игри парова са својом сестром Катерином. На ВТА листи најбољих тенисерки пласирала се на 19 место (14. априла 2008) у појединачној конкуренцији и 15. место (7. април 2008) у игри парова.
Као чланица репрезентације Украјине играла је у сезонама 2002, 2005, 2008 у Фед купу.

### Пласман на ВТА листи на крају сезоне
| Година  | 1999. | 2000. | 2001. | 2002. | 2003. | 2004. | 2005. | 2006. | 2007. |
| Пласман | 652   | 493   | 378   | 191   | 190   | 126   | 73    | 32    | 21    |

## Резултати Аљоне Бондаренко

### Победе појединачно (1)
| Бр. | Датум    | Турнир                       | Катего- рија | Наградни фонд $ | Подлога      | Противница у финалу | Резултат |
| --- | -------- | ---------------------------- | ------------ | --------------- | ------------ | ------------------- | -------- |
| 1   | 25/09/06 | ФОРТИС првенство, Луксембург | II           | 600000          | Тврда (зат.) | Франческа Скјавоне  | 6-3, 6-2 |

### Порази у финалу појединачно (2)
| Бр. | Датум    | Турнир                      | Катего- рија | Наградни фонд $ | Подлога     | Победница   | Резултат      |
| --- | -------- | --------------------------- | ------------ | --------------- | ----------- | ----------- | ------------- |
| 1   | 07/02/05 | Хајдерабад опен, Хајдерабад |              | 140000          | Тврда (от.) | Сања Мирза  | 6-4, 5-7, 6-3 |
| 2   | 30/04/07 | Куп Варшаве, Варшава        |              | 600000          | Земља (от.) | Жистин Енен | 6-1, 6-3      |

### Победе у игри парова (3)
| Бр. | Датум    | Турнир                           | Катего- рија | Наградни фонд $ | Подлога      | Партнерка           | Противници                | Резултат      |
| --- | -------- | -------------------------------- | ------------ | --------------- | ------------ | ------------------- | ------------------------- | ------------- |
| 1   | 22/05/06 | Истанбул куп, Истанбул           |              | 200000          | Земља (от.)  | Анастасија Јакимова | Сања Мирза Алиша Молик    | 6-2, 6-4      |
| 2   | 14/01/08 | Аустралијан опен, Мелбурн        | Гренд слем   |                 | тврда (от.)  | Катерина Бондаренко | В. Азаренка Шахар Пер     | 2-6, 6-1, 6-4 |
| 3   | 04/02/08 | Отворено првенство Париза, Париз |              | 600000          | тепих (зат.) | Катерина Бондаренко | Ева Хрдинова В. Ухлиржова | 6-1, 6-4      |

### Порази у финалу у игри парова
Ниједан

## Учешће наГренд слемтурнирима

### Појединачно
| Година | Отворено првенство Аустралије | Отворено првенство Аустралије | Ролан Гарос | Ролан Гарос        | Вимблдон | Вимблдон     | Отворено првенство САД | Отворено првенство САД |
| ------ | ----------------------------- | ----------------------------- | ----------- | ------------------ | -------- | ------------ | ---------------------- | ---------------------- |
| 2005.  | 1. коло                       | Јелена Дементјева             | 1. коло     | Сесил Каратанчева  | 3. коло  | Натали Деши  | 1. коло                | Ај Сугијама            |
| 2006.  | 1. коло                       | Каролина Шпрем                | 1. коло     | Франческа Скјавоне | 1. коло  | Меган Шонеси | 2. коло                | Ана Чакветадзе         |
| 2007   | 3. коло                       | Ким Клајстерс                 | 2. коло     | Карин Кнап         | 3. коло  | Пати Шнидер  | 3. коло                | Винус Вилијамс         |

### У игри парова
| Година | Отворено првенство Аустралије | Отворено првенство Аустралије | Ролан Гарос                    | Ролан Гарос            | Вимблдон                    | Вимблдон                   | Отворено првенство САД      | Отворено првенство САД      |
| 2005.  | 2. коло Е. Гаљарди            | Л. Девенпорт К. Морарију      | -                              | -                      | 1. коло А. Родионова        | Ј. Лиховцева В. Звонарјова | -                           | -                           |
| 2006.  | -                             | -                             | 3. коло Ј. Федак               | К. Пешке Ф. Скјавоне   | 1. коло Катерина Бондаренко | Л. Хубер М. Навратилова    | 2. коло Катерина Бондаренко | К. Пешке Ф. Скјавоне        |
| 2007.  | 2. коло Катерина Бондаренко   | А-Л. Гренефелд М. Шонеси      | 2. коло Катерина Бондаренко    | Ј. Хусарова Шонеси     | 2. коло Катерина Бондаренко | А. Молик М. Сантанђело     | 2. коло Катерина Бондаренко | Јунг Џан Чан Чуанг Чиа Јунг |
| 2008.  | Победнице Катерина Бондаренко | Викторија Азаренка Шахар Пер  | полуфинале Катерина Бондаренко | К. Делаква Ф. Скјавоне | -                           | -                          | -                           | -                           |

## Учешће уФед купу
Детаљи: (језик: енглески) fedcup.com